# Янівський повіт (Російська імперія)
Янівський повіт (рос. Яновский уезд, пол. Powiat janowski) — адміністративно-територіальна одиниця Люблінської губернії Королівства Польського Російської імперії. Існував у 1867—1918 роках. Адміністративний центр — місто Янів. Площа становила 1725,5 верст².

## Положення
Повіт лежав у південно-західній частині Люблінської губернії. Обіймав площу 1725,5 верст². Межув на півночі з Люблінським, Красноставським і Ново-Олександрійським повітами, на сході — з Красноставським і Білгорайським повітами, на півдні — з Білгорайським повітом і Галичиною у складі Австро-Угорської імперії, на заході по Віслі проходила межа з Радомською губернією.
Західна частина повіту належала до басейну річки Вісли, південна частина — до басейну Сяну. Територія повіту належала до Люблінської височини, поступово піднімаючись з південного сходу на північний захід. У південно-західній частині повіту переважав піщаний ґрунт.

## Історія
Янівський повіт утворений у 1867 році шляхом виділення зі складу Замостського повіту Люблінської губернії. Припинив існувати після розпаду Російської імперії й утворення незалежної Польщі.

## Адміністративний поділ

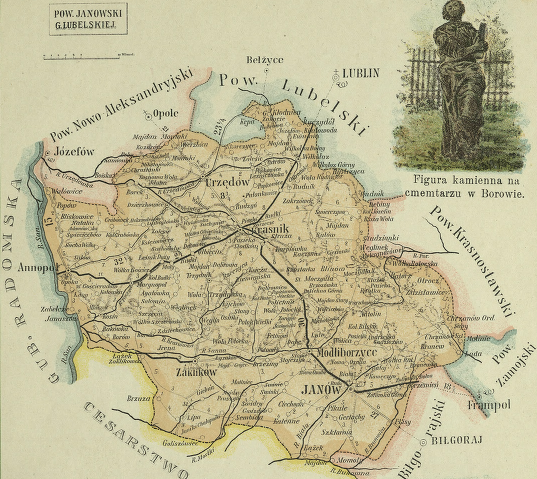
Мапа Янівського повіту, 1907 рік

На 1882 рік у повіті налічувалося 13 гмін, 2 міста, 4 осади (колишні містечка) та 250 сіл і колоній. У 1905 році в повіті було 2 міста та 5 посадів. Станом на 1913 рік повіт складався з 14 гмін:
- Аннополь — пос. Аннополь,
- Бржозовка — с. Поліхна,
- Вільколаз — с. Вільколаз,
- Госцерадов — с. Госцерадов,
- Дзержковіце — с. Дзежковиці,
- Заклікув — пос. Заклікув,
- Закрівець — с. Закрівець,
- Кавенчин — с. Кавенчин,
- Косін — с. Косін,
- Модлібожиці — пос. Модлібожиці,
- Поток — с. Поток,
- Тшидник — с. Тшидник,
- Ужендув — пос. Ужендув,
- Хжанув — с. Хшанув.

## Населення
За даними етнографічної експедиції 1869—1870 років під керівництвом Павла Чубинського, у повіті проживало 1 908 українськомовних: 1 460 українськомовних греко-католиків і 448 українськомовних римо-католиків.
У 1879 році в повіті налічувалося 75 767 осіб (36 663 чоловіків і 39 013 жінок). Розподіл за релігією був тоді таким: 65 569 католиків, 8275 євреїв, 1614 православних, 223 протестантів. За станами населення поділялося: 52 669 селян, 6740 жителів посадів (осад), 5620 торговців, 5624 колоністів, 4052 міщани, 1496 відставних солдатів і членів їхніх родин, 717 шляхтичів, 30 священників.
За переписом населення Російської імперії 1897 року в повіті проживало 117 144 особи. Найбільші міста — Янів (7 919 осіб) і Красник (8 257 осіб). Розподіл населення за мовою згідно з переписом 1897 року:
| Мова       | Осіб    | Відсоток |
| ---------- | ------- | -------- |
| польська   | 100 091 | 85,44 %  |
| єврейська  | 11 642  | 9,94 %   |
| російська  | 3 223   | 2,75 %   |
| українська | 1 404   | 1,20 %   |
| інші       | 784     | 0,67 %   |
| Разом      | 117 144 | 100 %    |

У 1901 році укладено 81 шлюб, народилося 4643 дітей (2404 хлопчиків, 2239 дівчаток), померло 2985 осіб (1452 чоловіків, 1533 жінок), природний приріст становив 1658 осіб. Безземельних сімей було 2844 (12 465 осіб).

## Промисловість
Землі 163 209 десятин, з них належали дворянам — 78 811 десятин, селянам — 73 560 десятин, державні — 2207 десятин, шляхті — 567 десятин, посади — 3881 десятина, міста — 3967 десятин, інші володіння — 216 десятин. Під садибами й садами було 5470 десятин, орних — 89 798 десятин, лугових — 5036 десятин, пасовищних — 8217 десятин, лісних — 49 096 десятин, незручних — 5592 десятин.
У 1902 році посівна площа становила 78 207 десятин, з яких було зібрано 3 789 393 пудів зерна. Під картоплею було 9138 десятин, викопано 6 780 821 пуд, під льоном — 472 десятин, насіння зібрано 17 517 пудів і волокна 23 954 пудів, під коноплею — 433 десятин, насіння зібрано 13 654 пудів і волокна 19 940 пудів. Лугів — 6553 десятин, з них 1464 заливних, сіна скошено 993 837 пудів.
Загальна кількість худоби становила 108 935 голів, з них коней — 21 732, рогатої худоби — 41 909, овець — 24 480, свиней — 20 814. Підсобні та кустарні промисли були розвинені слабко. Багато поміщиків у повіті займалися штучним розведенням риб. Значний відсоток населення відправлявся на заробітки в інші губернії та закордон. Налічувалося 159 фабрик і заводів, на яких працювало 640 осіб. У 1901 році сума виробництва становила 883 915 рублів. Торгівля була переважно дрібна, зосереджена у посадах та містечках.

## Інфраструктура
На 1905 рік у повіті діяли лікарня, 26 початкових училищ, у яких навчався 2241 учень, 2 народні бібліотеки. У 1879 році існували православні парафії в Янові, Отрочі та Браневі (останні дві у минулому були греко-католицькими парафіями).